# 安藤翔 (剣道家)
安藤 翔（あんどう しょう、1990年6月7日 - ）は、日本の剣道家（6段）・剣道日本代表・元北海道警察機動隊警察官。
北海道上砂川町出身。

## 経歴
- 2006年4月：東海大学付属第四高等学校に入学
- 2009年4月：国士舘大学に入学
- 2013年4月：北海道警察に奉職
- 2022年：北海道警察を退職
- 2022年4月：国士舘大学体育学部武道学科の講師に転職する

## 戦績

### 小学生
「赤胴」少年剣道錬成大会
- 1999年（第41回） - 個人戦優勝
- 2000年（第42回） - ベスト8
- 2001年（第43回） - 個人戦準優勝
- 2002年（第44回） - 個人戦優勝

全国道場少年剣道選手権大会
- 1999年（第24回） - 個人戦ベスト8
- 2000年（第25回） - 個人戦ベスト8

### 中学生
全国道場少年剣道選手権大会
- 2005年（第30回） - 男子個人戦第3位

### 高校生
全国高等学校総合体育大会・剣道競技
- 2007年（第54回） - 男子団体戦ベスト8
- 2008年（第55回） - 男子個人戦・団体戦第3位
- 2008年 6月：北海道高等学校剣道選手権大会 - 男子個人戦・団体戦優勝

### 大学生
関東学生剣道選手権大会
- 2011年（第57回） - 男子個人戦優勝
- 2012年（第58回） - 男子個人戦第60回全日本学生剣道選手権大会出場権獲得

関東学生剣道優勝大会
- 2009年（第57回） - 男子団体戦第3位
- 2010年（第58回） - 男子団体戦優勝
- 2011年（第59回） - 男子団体戦第3位
- 2012年（第60回） - 男子団体戦優勝

関東学生剣道新人戦大会
- 2009年（第55回） - 男子団体戦第3位
- 2010年（第56回） - 男子団体戦第3位

全日本学生剣道選手権大会
- 2011年（第59回） - ベスト16
- 2012年（第60回） - 男子個人戦優勝

全日本学生剣道優勝大会
- 2009年（第57回） - 男子団体戦第3位
- 2010年（第58回） - 男子団体戦ベスト16
- 2011年（第59回） - 男子団体戦ベスト16
- 2012年（第60回） - 男子団体戦優勝

### 社会人
全日本剣道選手権大会（11月3日 東京・日本武道館）
- 出場回数：10回
- 2012年（第60回） - 2回戦敗退 ※学生出場
- 2013年（第61回） - 第3位
- 2014年（第62回） - 1回戦敗退
- 2015年（第63回） - ベスト8
- 2016年（第64回） - 1回戦敗退
- 2017年（第65回） - 1回戦敗退
- 2018年（第66回） - 第3位
- 2019年（第67回） - ベスト8
- 2020年　新型コロナウイルスにより警察官不参加
- 2021年（第69回） - 1回戦敗退
- 2022年（第70回） - 準優勝

全国警察剣道選手権大会
- 2013年（第60回） -
- 2014年（第61回） -
- 2015年（第62回） -
- 2016年（第63回） -
- 2017年（第64回） - 優勝
- 2018年（第65回） - ベスト8
- 2019年（第66回） - 3回戦敗退
- 2020年（第67回） - 2回戦敗退
- 2021年（第68回） -

全国警察剣道大会
- 2013年（第60回） - 第2部第4位
- 2014年（第61回） - 第1部第4位
- 2015年（第62回） - 第1部第3位
- 2016年（第63回） - 第1部第4位
- 2017年（第64回） - 第1部第4位
- 2018年（第65回） - 第1部第4位
- 2019年（第66回） - 第1部第4位
- 2020年（第67回） - 新型コロナウイルスにより中止
- 2021年（第68回） -

世界剣道選手権大会
- 2015年（第16回） - 男子団体戦優勝（日本/東京・日本武道館）
- 2018年（第17回） - 男子個人戦・団体戦優勝（韓国/仁川市・南洞体育館）